# Sävedals tingslag
Sävedals tingslag var till 1888 ett tingslag i Göteborgs och Bohus län, från 1870 i Askims, Hisings och Sävedals domsaga. Tingsplatsen var i Landvetter.
Tingslaget omfattade Sävedals härad. 
Tingslaget bildades 1681 och uppgick 1888 i Askims, Hisings och Sävedals tingslag.